# Hokkaidō Tetsudō (1918–1943)
Die Hokkaidō Tetsudō (jap. 北海道鉄道) war eine private japanische Bahngesellschaft. Sie wurde 1918 gegründet und 1943 verstaatlicht. Im Süden der Insel Hokkaidō baute und betrieb sie zwei Strecken.

## Geschichte
Im Dezember 1918 wurde in Tokio das Unternehmen Hokkaidō Kōgyō Tetsudō („Hokkaidō-Bergbau-Eisenbahn“) gegründet. Es plante den Bau einer Bahnstrecke im Mukawa-Tal, um den Abbau von Chromerz, Steinkohle und Holz zu ermöglichen. Nach rund zweijähriger Bauzeit nahm es am 24. Juli 1922 die Kaneyama-Linie  zwischen Numanohata und Asahioka in Betrieb. Im darauf folgenden Jahr kamen zwei Verlängerungen bis nach Tomiuchi hinzu. Am 3. März 1924 änderte das Unternehmen seinen Namen in Hokkaidō Tetsudō. Es eröffnete am 21. August 1926 die Sapporo-Linie von Numanohata nach Naebo (am damaligen Stadtrand von Sapporo). Ab 26. Oktober 1940 verkehrten die Züge der Sapporo-Linie über Naebo hinaus bis zum Hauptbahnhof von Sapporo.
Die Hokkaidō Tetsudō betrieb ab 1937 auch zwei Buslinien; sie führten vom Bahnhof Chitose aus zum Shikotsu-See und zum 4. Chitose-Wasserkraftwerk. Aus Rationalisierungsgründen während des Pazifikkriegs verfügte die Regierung die Konsolidierung zahlreicher Verkehrsunternehmen. Daraufhin musste die Hokkaidō Tetsudō ihre Buslinien am 1. März 1943 an die Gesellschaft Hokkaidō Chūō Bus abtreten.
Während des Krieges strebte das Eisenbahnministerium danach, einige strategisch wichtige Privatbahnstrecken, die nach der ersten Verstaatlichungswelle von 1906/07 entstanden waren, unter seine Kontrolle zu bringen. Insbesondere entlang der Kanayama-Linie waren umfangreiche Vorkommen an Bodenschätzen zu finden, die für die Kriegswirtschaft von großer Bedeutung waren. Aus diesem Grund wurde die Hokkaidō Tetsudō, basierend auf dem „Nationalen Mobilisierungsgesetz“, am 1. August 1943 verstaatlicht. Als Entschädigung erhielten die Aktionäre Kriegsanleihen, die nach Kriegsende ihren Wert weitgehend verloren. Das Eisenbahnministerium benannte die Sapporo-Linie in Chitose-Linie um, die Kanayama-Linie in Tomiuchi-Linie.

## Streckenübersicht
Das Streckennetz der Hokkaidō Tetsudō setzte sich aus folgenden Linien zusammen:
- Chitose-Linie von Sapporo/Naebo nach Numanohata (ehem. Sapporo-Linie)
- Tomiuchi-Linie von Numanohata nach Tomiuchi (ehem. Kanayama-Linie, 1986 stillgelegt)